# Hydaticus fulvoguttatus
Hydaticus fulvoguttatus är en skalbaggsart som beskrevs av Guignot 1951. Hydaticus fulvoguttatus ingår i släktet Hydaticus och familjen dykare. Inga underarter finns listade i Catalogue of Life.